# 陶磁器製造技能士
陶磁器製造技能士（とうじきせいぞうぎのうし）とは、国家検定である技能検定制度の一種で、都道府県知事（問題作成等は中央職業能力開発協会、試験の実施等は都道府県職業能力開発協会）が実施する、陶磁器製造に関する学科及び実技試験に合格した者をいう。
なお職業能力開発促進法により、陶磁器製造技能士資格を持っていないものが陶磁器製造技能士と称することは禁じられている。

## 区分
陶磁器製造の中で手ろくろ成形作業、機械ろくろ成形作業、鋳込み成形作業、絵付け作業、原型製作作業に分かれる。

## 級別
手ろくろ成形作業、機械ろくろ成形作業、鋳込み成形作業、絵付け作業、原型製作作業ともに1級、2級の別がある。

## 実技作業試験内容

### 陶磁器製造(手ろくろ成形作業)
- 1級：3種類の複雑な形状の品物を、手回しろくろ、足けりろくろ又は電動ろくろにより、磁器の場合は各4個ずつ計12個、陶器の場合は各6個ずつ計18個製作する。試験時間＝5時間
- 2級：3種類の品物を、手回しろくろ、足けりろくろ又は電動ろくろにより、磁器の場合は各4個ずつ計12個、陶器の場合は各6個ずつ計18個製作する。試験時間＝5時間

### 陶磁器製造(機械ろくろ成形作業)
- 1級
- 2級

### 陶磁器製造(鋳込み成形作業)
- 1級
- 2級

### 陶磁器製造(絵付け作業)
- 1級
- 2級

### 陶磁器製造(原型製作作業)
- 1級
- 2級